# 徳島市徳島中学校
徳島市徳島中学校（とくしまし とくしまちゅうがっこう）は、徳島県徳島市中前川町三丁目にある公立中学校。通称は「徳中(とくちゅう)」。

## 概要
生徒は徳島市助任小学校・徳島市内町小学校、新町小学校などのさまざまな小学校から進学。校区内には他にも鳴門教育大学附属中学校・徳島県立城ノ内中学校がある。

## 部活動

### 文化部
- オーケストラ[1] - 1956年創部。1967年から定期演奏会を開催。
- 科学技術[2] - 科学部として創部。
- 美術[1]

### 運動部
- 陸上（男・女）
- ソフトテニス（男・女）
- 卓球 （男・女）
- バスケットボール（男・女）
- バレーボール（女）
- サッカー（男）
- 剣道（男・女）
- バドミントン（男・女）
- 野球
- 弓道（男・女）

## 年間行事

### 1学期(4月～7月)
- 始業式
- 入学式
- 対面式・部活紹介
- 健康診断
- PTA総会
- 徳中祭　運動の部
- 同和問題意見発表会
- 合唱コンクール
- 市中学校総体壮行会
- 三者面談
- 終業式

### 2学期(9月～12月)
- 始業式
- 防災の日避難訓練
- 徳中祭　表現・展示の部
- 1・3年遠足
- 2年修学旅行
- 生徒会役員改選
- 三者面談
- 終業式

### 3学期(1月～3月)
- 始業式
- 私の主張発表会
- 授賞式
- 卒業式
- 終了式・離任式

## アクセス
- JR徳島駅
- JR佐古駅

## 著名な卒業生
- 井上ゆかり（ソプラノ歌手）
- 沖西慶子（ヴィオラ奏者、ガルボメンバー）
- 寒川賢治（生物学者）
- 北岡秀二（政治家）
- 小泉享亮（作曲家）
- 中野小次郎（プロサッカー選手）
- 松友美佐紀（バドミントン選手）

## 関連学校
- 徳島市助任小学校
- 徳島市内町小学校

## 通学区域が隣接している学校
- 徳島市城東中学校
- 徳島市富田中学校
- 徳島市城西中学校
- 徳島市応神中学校
- 徳島市川内中学校
- 徳島県立城ノ内中等教育学校
- 鳴門教育大学附属中学校